# اوبنک (کنتاکی)
یوبنک (به انگلیسی: Eubank) شهری در ایالت کنتاکی کشور ایالات متحده آمریکا است که جمعیت آن در سرشماری سال ۲۰۱۰ میلادی، ۳۱۹ نفر بوده‌است.